# Láser excimer

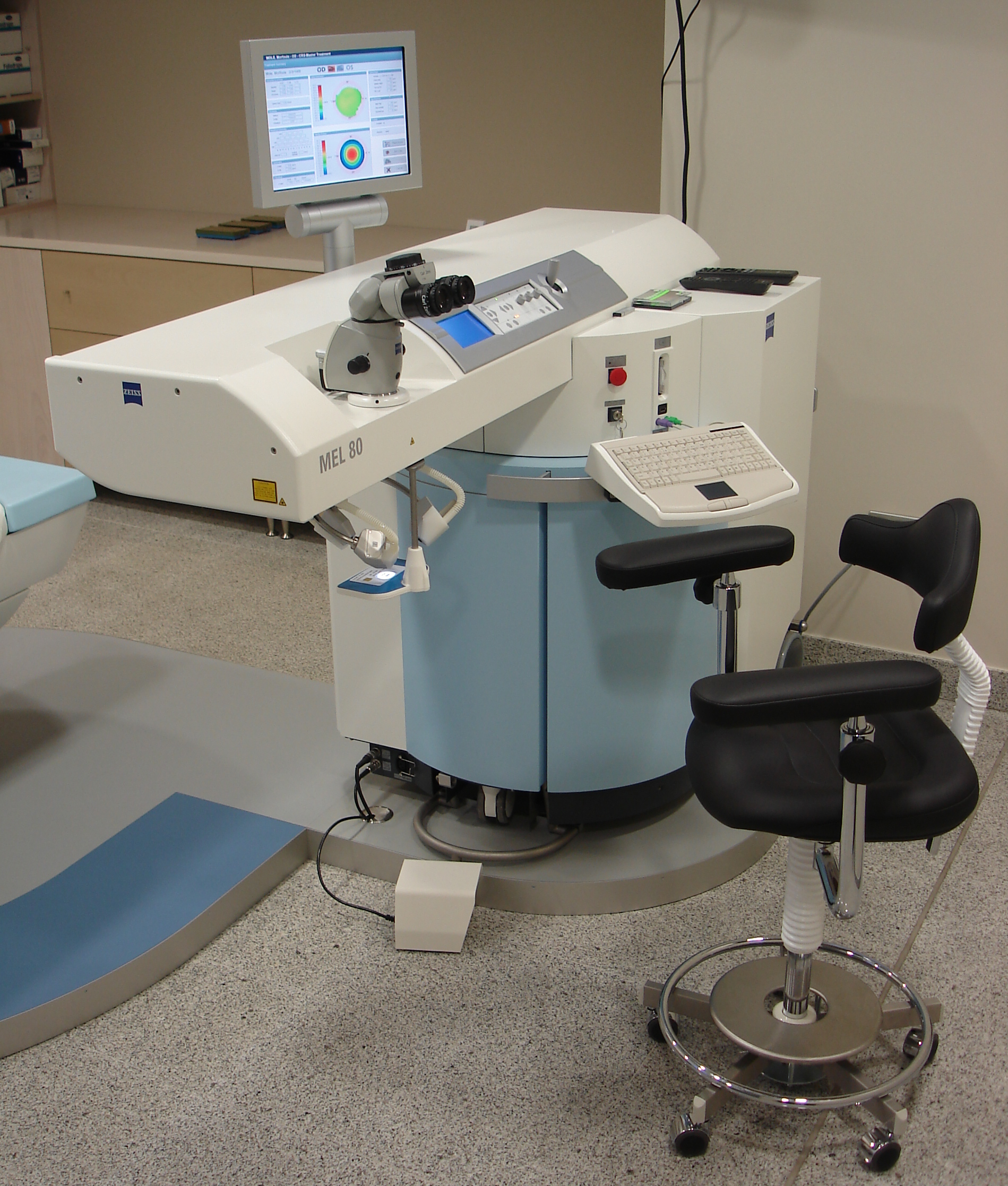
Láser de excímeros, empleado en cirugía oftalmológica para tratamientos LASIK. Equipamiento de la marca Carl Zeiss.

El láser de excímeros, láser excimer (calco del inglés) o láser exciplex es un tipo de láser ultravioleta utilizado frecuentemente en fotolitografía ultravioleta y en cirugía ocular (LASIK). El término excimer proviene del inglés excited dimer (dímero excitado), mientras que el término exciplex proviene de excited complex (complejo excitado).
Un dímero es una entidad química o biológica que consiste en dos subunidades con estructura similar llamadas monómeros, que pueden estar unidos por lazos fuertes o débiles. Un complejo en química es una estructura que consiste en un átomo o molécula central conectado a otros átomos o moléculas.
El láser excimer típico utiliza una combinación de gas inerte como argón, kriptón o xenón, con un gas reactivo. En condiciones apropiadas de estimulación eléctrica, una pseudo-molécula es creada, la cual existe solamente en un estado excitado y puede originar una luz láser en el rango ultravioleta.

## Historia
El primer láser excimer fue inventado en 1970 por Nikolái Básov, V.A. Danilychev y Yu M. Popov en el Instituto de Física Lébedev en Moscú, utilizando un dímero de xenón (Xe2) excitado por un haz de electrones para dar la emisión estimulada en la longitud de onda de 172 nm. Una mejora posterior, desarrollada por muchos grupos en 1975, fue el uso de haluros de gases nobles (originalmente, XeBr). Entre estos grupos están el United States Government's Naval Research Laboratory, el Northrop Research and Technology Center, el Avco Everett Research Laboratory, y Sandia Laboratories.

## Funcionamiento
La acción del láser en una molécula de excímero ocurre porque tiene un estado asociativo excitado pero también posee un estado no asociativo. Esto se debe a que los gases nobles como el xenón y el kriptón son muy inertes y no suelen formar compuestos químicos. Sin embargo, en un estado excitado (inducido por una descarga eléctrica, o por choques con haces de electrones de alta energía, lo que produce pulsos de alta energía) pueden formar moléculas temporalmente enlazadas consigo mismas (dímeros) o con átomos de halógenos como el flúor y el cloro (formando complejos excitados). El compuesto excitado puede liberar su exceso de energía, sometiéndose a la emisión espontánea o estimulada, lo que da como resultado una molécula en estado fundamental, en una situación fuertemente repulsiva, que muy rápidamente (en el orden de picosegundos) se disocia de nuevo en dos átomos no enlazados. Esto constituye una inversión de población entre los dos estados.

## Algunos tipos de láser de excímeros
La mayoría de los láseres de excímeros son del tipo halogenuros de gases nobles, para los cuales el término excímero es en rigor un nombre inapropiado (ya que un dímero se refiere a una molécula formada por dos partes idénticas o similares). El nombre correcto, aunque se utiliza con menos frecuencia, es el de láser exciplex.
La longitud de onda de un láser de excímeros depende de las moléculas utilizadas, y por lo general cae en el ultravioleta:
| Excímero | Longitud de onda | Potencia relativa (en mW) |
| -------- | ---------------- | ------------------------- |
| Ar2*     | 126 nm           |                           |
| Kr2*     | 146 nm           |                           |
| Xe2*     | 172 & 175 nm     |                           |
| ArF      | 193 nm           | 60                        |
| KrF      | 248 nm           | 100                       |
| XeBr     | 282 nm           |                           |
| XeCl     | 308 nm           | 50                        |
| XeF      | 351 nm           | 45                        |
| KrCl     | 222 nm           | 25                        |

Los láseres de excímeros,  como el de láser de XeF y el láser de KrF, pueden también ser ligeramente sintonizados (cambiar la longitud de onda) usando una variedad de prisma y rejilla intracavitaria.
Estos láseres generalmente operan con una frecuencia de repetición de pulso de alrededor de 100 Hz y una duración de pulso de ~ 10 ns, aunque algunos operan a tasas de repetición de pulso de hasta 8 kHz y algunos llegan a pulsos de una duración de 200 ns.
Véase láser de nitrógeno para información sobre bombeo mediante descargas eléctricas.

## Principales aplicaciones
La aplicación industrial más extendida del láser excimer ha sido en la fotolitografía en el ultravioleta profundo  (longitudes de onda muy cortas), una tecnología fundamental utilizada en la fabricación de dispositivos microelectrónicos (es decir, circuitos integrados o "chips"). Históricamente, desde la década de 1960 hasta mediados de la década de 1980, las lámparas de mercurio-xenón se habían utilizado en la fotolitografía por sus líneas espectrales con longitudes de onda de 436, 405 y 365 nm. Sin embargo, las nuevas necesidades de la industria de semiconductores, tanto para conseguir una resolución más alta (producir chips más densamente integrados, y en menor tiempo) y para obtener un mayor rendimiento (reducir los costos), requerían herramientas de litografía más eficaces que las citadas lámparas que ya no eran capaces de satisfacer las necesidades de la industria. Este desafío fue superado en 1982, cuando, en un desarrollo pionero, fue demostrada en IBM por Kanti Jain la viabilidad de la litografía de láser excimer en el UV profundo. Con los formidables avances en la tecnología de equipos acaecidos en las dos últimas décadas, hoy los dispositivos electrónicos de semiconductores que se fabrican utilizando litografía de láser excimer suponen una producción anual total de 400 mil millones de dólares.
Según la industria de semiconductores, la litografía del láser excimer (con los dos láseres disponibles de KrF y ArF) ha sido un factor crucial en el avance continuo de la llamada ley de Moore (que describe la duplicación cada dos años del número de transistores integrados en los nuevos chips con una mayor densidad- una tendencia que se espera que continúe en esta década, con tamaños cada vez más pequeños de los dispositivos, acercándose a los 10 nanómetros). Desde una perspectiva científica y tecnológica aún más amplia, desde la invención del láser en 1960, el desarrollo de la litografía de láser excimer se ha destacado como uno de los principales hitos en la historia del láser durante los últimos 50 años.
La elevada potencia de salida del láser excimer de luz ultravioleta también los hace útiles para la cirugía (especialmente la cirugía del ojo)  y para el tratamiento dermatológico. La luz del láser de excímeros se suele absorber en la primera mil millonésima de metro (nanómetro) del tejido sobre el que incide. En 1980-1983, Samuel Blum en colaboración con Rangaswamy Srinivasan y James Wynne, en el TJ Watson Research Center de IBM, observaron el efecto del láser excimer ultravioleta sobre los materiales biológicos. Tras adicionales investigaciones, encontraron que el láser hacía cortes limpios y precisos, lo que resultaba ideal para cirugías delicadas. Esto dio lugar a una patente fundamental y los Dres. Blum, Srinivasan, y Wynne fueron premiados en el Salón de la Fama de Inventores Nacionales en 2002. Los trabajos posteriores introdujeron el láser excimer para su uso en la angioplastia. La Universidad Estatal de Kansas fue pionera en el estudio del láser excimer, lo que hizo posible la cirugía LASIK.  El láser excimer de cloruro de xenón (308 nm) también puede tratar una variedad de enfermedades dermatológicas, como psoriasis, vitiligo, dermatitis atópica, alopecia areata y leucoderma.
La luz ultravioleta del láser excimer es absorbida muy bien en tejidos y componentes orgánicos. En vez de cortar o quemar, el láser excimer tiene suficiente energía como para separar las uniones entre las moléculas de los tejidos. El láser excimer tiene la propiedad de poder levantar o eliminar pequeñas y delgadas capas de células sin dañar los tejidos. Estas propiedades hacen del láser un excelente instrumento para máquinas de precisión o delicadas cirugías como la cirugía ocular LASIK.
Para aplicaciones en la fotolitografía de UV profundo para fabricación de chips semiconductores, los láser de excímeros han sido altamente industrializados, lo que los hace extremadamente fiables.  Sin embargo, como fuente de luz, el láser excimer es generalmente de gran tamaño, lo que supone una desventaja en sus aplicaciones médicas, aunque su tamaño disminuye rápidamente con el desarrollo en curso.
Estos láseres son también ampliamente utilizados en numerosos campos de la investigación científica, tanto como fuentes primarias y, en particular el láser XeCl, como fuente de bombeo para láseres de colorante sintonizables, principalmente para excitar los colorantes que emiten en la región azul-verde del espectro.